# Procedimiento de cooperación
El Procedimiento de cooperación fue introducido por el Acta Única Europea en el año 1987,  consistía en que el Consejo, a propuesta de la Comisión y previo dictamen del Parlamento, establecía por mayoría cualificada una posición común, que se sometía al examen del Parlamento que, en un plazo de tres meses podía aceptarla, rechazarla o modificarla.